# پروژه جاشوا

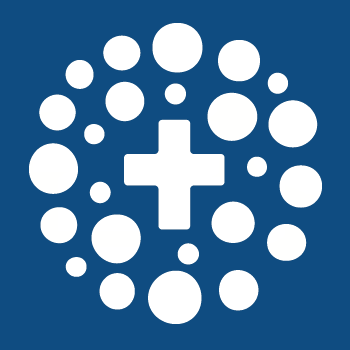
لوگوی پروژهٔ جاشوا

پروژه جاشوا (به انگلیسی: Joshua Project) سازمانی مسیحی مستقر در کلوگو رادو اسپرینگز ایالات متحده است که تلاش می‌کند کار سازمان‌های تبلیغی را برای برجسته ساختن گروه‌های قومی جهان با کمترین پیروان مسیحی انجیلی هماهنگ کند. این سازمان برای انجام این کار، داده‌های قوم‌شناسی را برای پشتیبانی از مبلغین مسیحی حفظ می‌کند.